# Erich Häßler
Fritz Otto Erich Häßler (ur. 22 kwietnia 1899 w Lipsku, zm. 2 grudnia 2005 w Jenie), pediatra niemiecki, profesor Uniwersytetu w Jenie.
Był synem właściciela sklepu z przyprawami kolonialnymi w Lipsku, zmarłego w czasie dzieciństwa syna. Erich Häßler służył w armii niemieckiej w czasie I wojny światowej (od 1917), dochodząc do stopnia podoficerskiego. Po zakończeniu wojny należał do Freikorps w Lipsku. Od 1923 kształcił się w zawodzie lekarza w lipskiej klinice dziecięcej. W 1924 roku obronił doktorat na temat "Czy skóra jest narządem wytwarzającym przeciwciała?". W latach 1925–1927 pracował w Dreźnie, następnie powrócił do Lipska. Zajmował się w tym czasie m.in. walką z epidemią choroby Heinego-Medina. W 1932 został kierownikiem polikliniki, a rok później tymczasowym szefem kliniki dziecięcej w Lipsku. W styczniu 1936 habilitował się na podstawie rozprawy "Trujące pałeczki Zagłębia Ruhry", w maju 1936 został wykładowcą pediatrii, a w 1940 profesorem nadzwyczajnym.
Na stanowisku szefa kliniki dziecięcej zastąpił Siegfrieda Rosenbauma, odsuniętego ze względu na żydowskie pochodzenie. Häßler wstąpił do NSDAP i współpracował z Urzędem ds. Polityki Rasowej w Lipsku. Był związany z prowadzoną przez nazistów eutanazją dziecięcą (akcja T4). W książce Die Pflege des gesunden und kranken Kindes (1939) określił Żydów mianem "pasożytów". Po wojnie spędził kilka miesięcy w więzieniu, w listopadzie 1945 powrócił do pracy lekarza. Pracował początkowo w Lipsku, od 1949 w Chemnitz.
15 października 1953 roku został mianowany profesorem zwyczajnym pediatrii na Uniwersytecie Friedricha Schillera w Jenie. W 1953 objął stanowisko dyrektora i ordynatora kliniki uniwersyteckiej w Jenie; zastąpił zmarłego Jussufa Ibrahima. Przyczynił się do rozwoju kliniki, m.in. rozpoczął budowę nowego gmachu. Prowadził wykłady na uniwersytecie, zajmując się głównie chorobami zakaźnymi i chorobami układu kostnego dzieci. Propagował stosowanie szczepień ochronnych oraz penicyliny.
Przeszedł na emeryturę ze stanowisk kierowniczych w lutym 1965. Pracę naukową kontynuował do późnej starości. Był również aktywny na innych polach - w styczniu 2004 podpisał protest (wraz z ponad 20 innymi lekarzami) przeciwko oskarżeniu emerytowanej lekarki Rosemarie Albrecht (byłej dziekan Wydziału Lekarskiego Uniwersytetu w Jenie) o udział w zbrodniczych nazistowskich eksperymentach medycznych. W kwietniu t.r. obchodził 105. urodziny. Zmarł w grudniu 2005, będąc pod koniec życia przypuszczalnie najstarszym mieszkańcem Turyngii oraz jednym z ostatnich niemieckich weteranów I wojny światowej.
Był dwukrotnie żonaty, z obu małżeństw miał dziewięcioro dzieci.